# Vanilla Fudge
Ванила фаџ (енгл. Vanilla Fudge, IPA: //) је америчка психоделична рок група из Лонг Ајленда, Њујорк, САД. Сматра се једном од неколико америчких група које су биле спона између психоделије и онога што је касније постало хеви метал. Чланови групе су: певач/клавијатуриста Марк Стајн, певач/басиста Тим Богерт, певач/гитариста Винс Мартел и певач/бубњар Кармајн Аписи. Група је добила име по тада популарној ароми сладоледа.
Најпознатије песме групе су „You Keep Me Hangin' On“, спора, рокерска обрада хита групе Сјупримс (у којој је запажен енергичан наступ бубњара Кармајна Аписија) те психоделична „Some Velvet Morning“ композитора Лија Хејзлвуда у оригиналној интерпретацији Хејзлвуда и Ненси Синатра. Осим по овим песмама, група је била позната по „гласним, успореним и „тешким“ аранжманима типичних поп песама које су достизале епске пропорције, а све то уроњено у халуцинантну, изобличену омаглицу“. Чланови групе били су велики обожаваоци Битлса што је резултовало обрадама песама "„Ticket to Ride“" и "„Eleanor Rigby“", али су им многи критичари замерали мањак креативности и претерану склоност ка обрадама туђих песама што је групи и иначе задало велике проблеме са плаћањем тантијема и ауторских права. 
Најкреативнији период групе био је од 1967. до 1970. када је објављено девет сингл-плоча и пет студијских албума. 

## Чланови

### Садашњи
- Кармајн Аписи - бубњеви, вокал
- Тим Богерт - бас, вокал
- Винс Мартел - гитара, вокал
- Марк Стајн - главни вокал, клавијатуре

### Бивши чланови
- Лани Кордола - гитара, вокал
- Пол Хансон - гитара, вокал
- Бил Паскали - главни вокал, клавијатуре
- Пит Бреми - бас, вокал
- Теди Рондинели - гитара, вокал
- Дерек Сент Хоумс - гитара, вокал
- Ти-Ем Стивенс - бас

## Дискографија

### Синглови
- You Keep Me Hangin' On (2:50 edit) (BB #67, CB #87) / Take Me For A Little While -- Atco 6495 -- 1967
- Where Is My Mind (BB #73, CB #92) / The Look Of Love -- Atco 6554 -- 1968
- You Keep Me Hangin' On (2:50 edit) (BB #6, CB #7) / Come By Day, Come By Night -- Atco 6590 -- 1968
- Take Me For A Little While (BB #38, CB #46) / Thoughts -- Atco 6616 -- 1968
- Season Of The Witch (Part 1) (BB #65, CB #72) / Season Of The Witch (Part 2) -- Atco 6632 -- 1968
- Shotgun (BB #68, CB #74) / Good, Good Lovin' -- Atco 6655 -- 1969
- Some Velvet Morning (BB #103, CB #81) / People -- Atco 6679 -- 1969
- Need Love (BB #111) / I Can't Make It Alone -- Atco 6703 -- 1969
- Windmills Of Your Mind / Lord In The Country -- Atco 6728 -- 1970
- Mystery / The Stranger -- Atco 99729 -- 1984

### Студијски албуми
1. Vanilla Fudge (BB #6, CB #4) -- Atco 33-224/SD 33-224 (1967)

2. The Beat Goes On (BB #17, CB #13) -- Atco SD 33-237 (1968)

3. Renaissance (BB #20, CB #15) -- Atco SD 33-244 (1968)

4. Near the Beginning (BB #16, CB #15) -- Atco SD 33-278 (1969)

5. Rock & Roll (BB #34, CB #36) -- Atco SD 33-303 (1969)

6. Mystery -- Atco 90149 (1984)

7. Vanilla Fudge 2001/ The Return / Then And Now (2002)

8. Out Through the in Door (2007)

### Колекције и концертни албуми
1. Best of Vanilla Fudge (1982)

2. The Best Of Vanilla Fudge - Live (1991)

3. Psychedelic Sundae - The Best of Vanilla Fudge (1993)

4. The Return - Live In Germany Part 1 (2003)

5. The Real Deal - Vanilla Fudge Live (2003)

6. Rocks The Universe - Live In Germany Part 2 (2003)

7. Good Good Rockin' - Live At Rockpalast (2007)

8. Orchestral Fudge (концертни) (03/2008)

9. When Two Worlds Collide (концертни) (05/2008)